# Rohrlache von Heringen
Rohrlache von Heringen este o arie protejată (arie specială de conservare — SAC, sit de importanță comunitară — SCI) din Germania întinsă pe o suprafață de 75,48 ha, integral pe uscat.

## Localizare
Centrul sitului Rohrlache von Heringen este situat la coordonatele 50°54′20″N 10°01′13″E / 50.9056°N 10.0203°E.

## Înființare
Situl Rohrlache von Heringen a fost declarat sit de importanță comunitară în aprilie 1999 pentru a proteja 15 specii de animale. Situl a fost protejat și ca arie specială de conservare în martie 2008.

## Biodiversitate
Situată în ecoregiunea continentală, aria protejată conține 1 habitat natural: Pășuni continentale udate de apa mării.
La baza desemnării sitului se află mai multe specii protejate:
- păsări (14): lăcar-de-lac (Acrocephalus scirpaceus), fâsă de luncă (Anthus pratensis), rața moțată (Aythya fuligula), barză albă (Ciconia ciconia ciconia), erete de stuf (Circus aeruginosus), cristeiul de câmp (Crex crex), presură de stuf (Emberiza schoeniclus), becațină comună (Gallinago gallinago), Luscinia svecica cyanecula, gaia roșie (Milvus milvus), Rallus aquaticus aquaticus, mărăcinar (Saxicola rubetra), mărăcinar negru (Saxicola torquatus), nagâț (Vanellus vanellus)
- nevertebrate (1): phengaris nausithous (Maculinea nausithous)

Pe lângă speciile protejate, pe teritoriul sitului au mai fost identificate 14 specii de plante, 3 specii de amfibieni, 3 specii de nevertebrate, 1 specie de reptile.